# Петцит
Петци́т (нем. Petzite от имени собственного), иногда: теллуристое серебро:338 или теллуристый серебряно-золотой блеск (устар.) — редкий минерал стального или серовато-серебристого цвета, мягкий теллурид серебра и золота, примерная формула (Ag, Au)2Te или Ag3AuTe2. Цвет поблёскивающий стальной, серый до железо-чёрного, часто с яркой многоцветной побежалостью. Цвет черты серый. Содержит до 26% золота. При растворении в горячей серной кислоте характерно малиновое окрашивание раствора. Название получил в честь венгерского химика-фармацевта и коллекционера минералов Карла Вильгельма Петца, который в 1842 году впервые провёл анализ минерала из типового местонахождения в Сакарамбе (Пенсильвания, Румыния).
Петцит формируется в золоторудных, золото-серебряных месторождениях на заключительной стадии в результате гидротермального низкотемпературного процесса минералообразования, образует мелкие изометричные кристаллы. Встречается преимущественно в виде массивных, зернистых агрегатов или тонких вростков в ассоциации с гесситом, сильванитом, самородным золотом, а также креннеритом, калаверитом, алтаитом, пиритом и другими минералами золоторудных месторождений.

## История открытия
В 1842 году петцит был найден впервые и идентифицирован как отдельный минерал в типовом месторождении Сакарамбе (Трансильвания, Румыния). Право находки принадлежало венгерскому химику-фармацевту и, одновременно, коллекционеру-любителю минералов Карлу Вильгельму Петцу (нем. Petz). Сразу после находки он произвёл химический анализ минерала и описал его под названием теллуристое серебро.
Тремя годами позже немецкий минералог Вильгельм Карл Риттер фон Хайдингер вторично описал новинку и назвал его петцитом (нем. Petzite) в честь первооткрывателя, проводившего также и первые анализы.:25
Долгое время в России петцит был известен только по немецкой минералогической литературе, хотя очевидно, что при горных разработках с ним постоянно сталкивались в неразличимых сращениях с гесситом или сильванитом, не идентифицируя его как отдельный минерал. Первая его находка в России состоялась в 1918–1921 гг. при участии К. А. Ненадкевича. Он установил петцит вместе с гесситом в виде округлых галек среди остаточных шлихов пади Хорогоча в Забайкалье.:25
В советское время (уже в конце 1950-х) петцит был заново переоткрыт и затем подробно изучен М. С. Безсмертной в шлифах из Заводинского месторождения (Западный Алтай, Восточно-Казахстанская область). Шлифы были изготовлены из музейных образцов уникального массивного гнезда теллуридов, в котором в 1830 г. Густавом Розе были открыты и впервые описаны алтаит и гессит.:691

## Состав и свойства

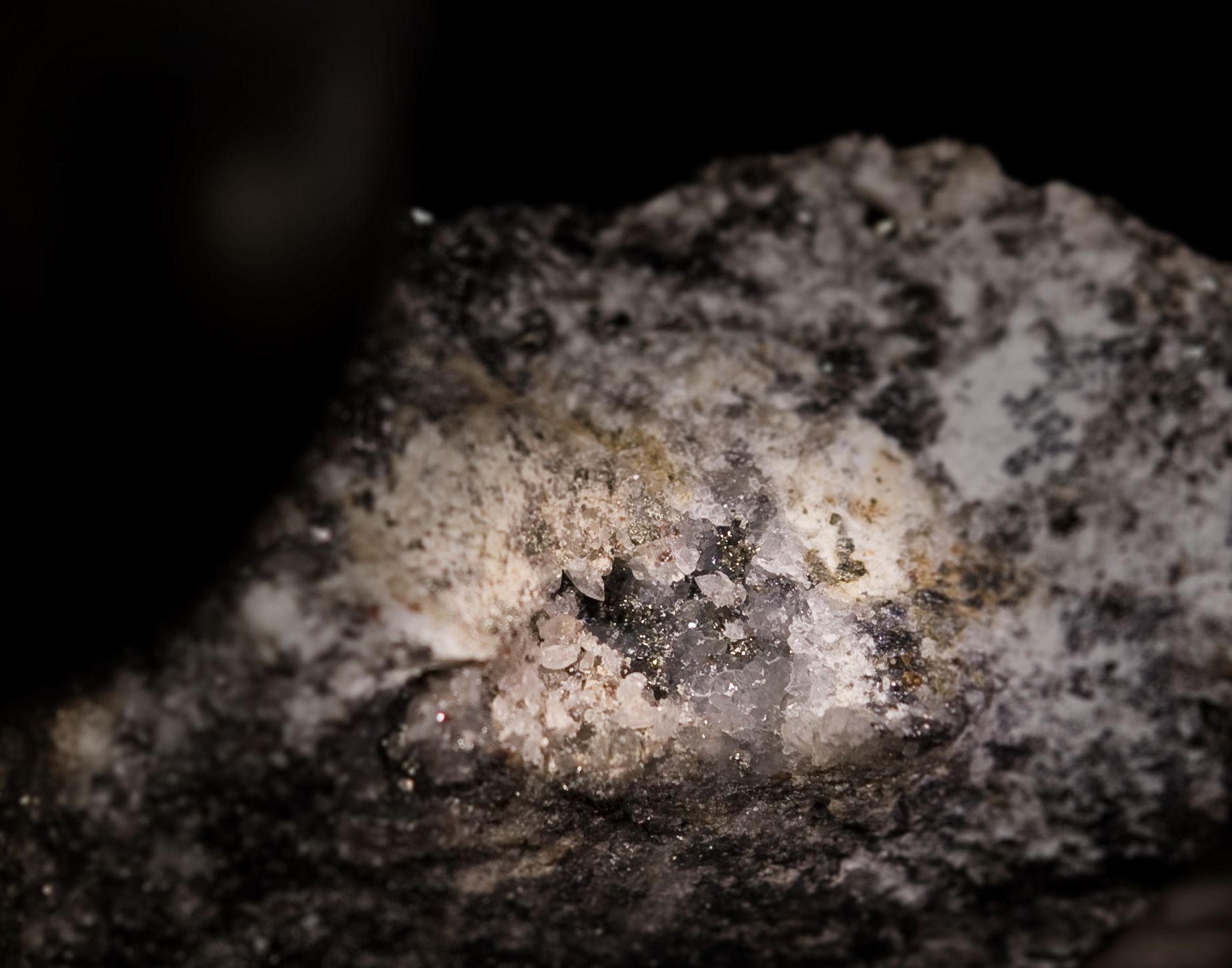
Петцит (Сакарамб, Румыния)

По уточнённым данным, петцит оказался не «теллуристым серебром», как это предполагал В. Петц, а смешанным теллуридом серебра и золота. Долгое время его теоретическая (расчётная) формула выглядела как (Ag,Au)2Те. Затем П. Рамдор уточнил её до современного вида Ag3AuTe2. Было установлено, что петцит обычно кристаллизуется в кубической сингонии, однако Грот в ходе подробного изучения уточнил, что при низких температурах кристаллы петцита могут иметь и ромбическую структуру.:178-179
Минерал хрупкий, излом чаще раковистый, неровный. Под микроскопом петцит имеет светло-серый цвет, иногда с характерным голубоватым или нежно-сиреневым оттенком, который отчётливо наблюдается и в воздухе, и в иммерсии. В сфалеритовых полях нежно-сиреневый оттенок петцита отчасти пропадает, уступая место чисто-стальному цвету. Отражательная способность R около 40%, по этому свойству петцит незначительно темнее галенита, спутником которого он нередко является. Петцит заметно анизотропен.:178-179
Обнаружение и изучение петцита осложнялось тем, что он чаще всего присутствует в тесной ассоциации с другими теллуридами, прежде всего, с гесситом. По отражательной способности два этих минерала настолько близки между собой, что при небольших увеличениях в воздухе в обычном белом свете оптические контрасты между ними почти незаметны и агрегат кажется состоящим полностью из одного минерала (гессита). В иммерсии петцит немного темнее гессита; практически он не отличим от положений Rp гессита. К примеру, другой сопутствующий минерал колорадоит в изолированных включениях имеет сходный с гесситом коричневатый цвет (без участия характерной для гессита зеленоватой составляющей).:66
Как правило, в аншлифах петцит встречается преимущественно в полях алтаита в виде мелкозернистых агрегатов и небольших включений неправильной формы. Размеры отдельных выделений очень малы и составляют от 0,03-0,05 до 0,1-0,3 мм в поперечнике. В количественном отношении по сравнению с алтаитом петцит имеет подчинённое значение. Иногда очень мелкие зёрна петцита развиваются в полях сфалерита или же совместно с алтаитом и халькопиритом окаймляют зёрна теннантита.:179
Вместе с ютенбогаардтитом (Ag3AuS2) и фишесеритом (Ag3AuSe2) петцит относят к группе смешанных халькогенидов золота-серебра, часто называемой также «группой ютенбогардтита». 
В качестве примесей в петците обнаружены (мас. %) Cu до 0,16; Hg до 2,26; Mo до 0,08.:25

## Генезис

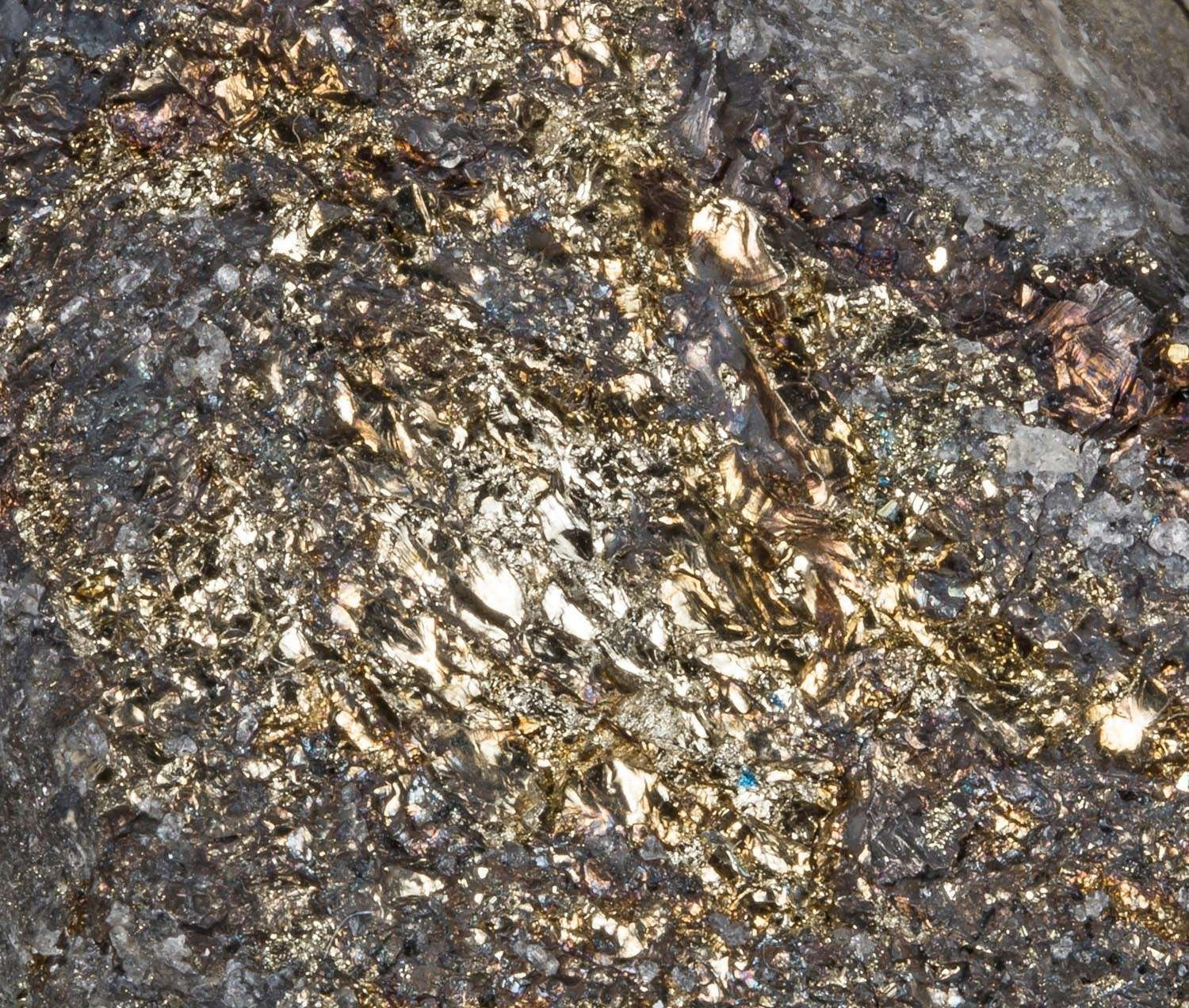
Колорадоит и петцит (Австралия)

Петцит формируется в результате гидротермального низкотемпературного процесса минералообразования на заключительной стадии в золоторудных, золото-серебряных месторождениях, образует мелкие изометричные кристаллы. Одной из характерных особенностей петцита является развитие его, преимущественно, в верхних частях золоторудных месторождений, где он нередко образует тончайшую вкрапленность в пиритах.:25
Алтаит и петцит в сращениях характерны главным образом для золото-кварцевых жил в парагенезисе с самородным золотом, теллуридами золота и серебра (гесситом и сильванитом), пиритом, галенитом, реже сфалеритом; кроме того, оба минерала встречаются в медноколчеданных и полиметаллических рудах.:179
Петцит очень близок по составу и свойствам к гесситу и зачастую образует с ним твёрдые растворы или очень тесные сращения. Ранний гессит ассоциирует с алтаитом, сильванитом, часто присутствует в ассоциации гессит – петцит, галенит – халькопирит – самородное золото. Пробность золота в этой ассоциации 800–850‰.:249-250
Долгое время дискуссионным оставался вопрос о том, в каких условиях образуется петцит, зачастую существующий в форме твёрдых растворов. Анализ парагенетических ассоциаций долгое время не давал ключа к решению вопроса о том, какие процессы приводят к образованию петцита, а какие — гессита. Оба минерала зачастую встречаются в одних и тех же месторождениях, образуя тесные сращения, зачастую проросшие самородным золотом. По результатам анализа диаграммы состояния трёхкомпонентной системы Au-Ag-Те, было установлено, что при одинаковом соотношении серебра и золота, образование петцита или гессита определяется в конечном счёте концентрацией теллура. Чем выше концентрация теллура, тем более вероятно появление петцита.:692
Л. Кабри определил, что минеральная ассоциация петцит + гессит стабильна только при температурах ниже 50°C. Выше этой температуры образуется так называемая фаза X в парагенезисе с петцитом и гесситом, а выше 120°C — твёрдый раствор Y с этими соединениями, а также с калаверитом, креннеритом и сильванитом.:237
Петцит преимущественно образуется в относительно поздних генерациях, обрамляя зерна и микрокристаллы кварца или выполняя микроскопические полости между зернами или мельчайшими головками его кристаллов.:30 Теснейшее срастание петцита, гессита и самородного золота указывает на возможность распада структуры твёрдого раствора на три фазы, одна из которой (петцит) содержит избыток серебра по отношению к золоту, и недостаток теллура...:28
По результатам сопоставления анализов разных месторождений, в последовательности отложения минералов системы Au-Ag-Te было выявлено две основных линии: в первом случае самородный теллур с сильванитом и иногда гесситом (штютцитом) или эмпресситом сменяется калаверитом и самородным золотом, а затем петцитом с самородным золотом и, наконец, гесситом с самородным золотом. По этой линии метаморфизма повышается содержание серебра в самородном золоте, а также доля серебра в теллуридах. Во втором случае парагенезис самородного теллура с сильванитом сменяется ассоциацией калаверита или креннерита с петцитом или гесситом, а затем — ассоциацией петцита и гессита с самородным золотом. Самородное золото в этом случае отлагается после образования теллуридов. Объяснить существование двух вариантов последовательности минералообразования затруднительно, главным образом, из-за отсутствия термодинамических данных для тройных фаз – сильванита, петцита и креннерита.:106

## Локальные месторождения
Петцит встречается наряду с другими теллуридами в жильных месторождениях золота. Обычно он ассоциируется с самородным золотом, гесситом, сильванитом, креннеритом, калаверитом, алтаитом, монтбраитом, мелонитом, фробергитом, тетрадимитом, рикардитом, вулканитом и пиритом. Петцит является относительно распространённым минералом класса теллуридов Балейского рудного поля, уступая лишь гесситу.:33 Известен в некоторых золоторудных месторождениях Закавказья, описан К. А. Ненадкевичем из пади Хорогоча (Забайкалье).:692
Алтаит и петцит были последовательно обнаружены в рудах Заводинского, Степняковского и Карабашского месторождений. За границами бывшего СССР они были описаны, прежде всего, в рудах месторождения Нагиаг (Румыния), рудников Станислаус и Карсон-Хилл в Калифорнии, Голд-Хилл и Саншайн в Колорадо (США), Холлингер (Канада), Кондорьяко и Кокимбо (Чили), Калгурли (Австралия) и других.:179-180

## Применение
Будучи минералом таких высокоценных химических элементов как золото, серебро и теллур, петцит всегда был, прежде всего, одним из значительных источников золота и серебра, которые из него извлекались, а «лишний» теллур чаще всего уходил в отвалы.:25
Как минерал серебра, золота и теллура может быть перспективен в качестве одного из источников теллура в технологии переработки руд, адаптированной к извлечению всех трёх химических элементов. Особенно актуальным это становится в последнее время, когда теллур стал широко использоваться в электронике и других современных перспективных технологиях. Как следствие, потребность в нём существенно выросла и повысилась стоимость. Попутное извлечение теллура из золотоносных руд становится важной технологической задачей.:25,33